# Turja (Estonia)
Turja – wieś w Estonii, w prowincji Sarema, w gminie Valjala.